# Nepenthes hirsuta
Nepenthes hirsuta är en tvåhjärtbladig växtart som beskrevs av Joseph Dalton Hooker. Nepenthes hirsuta ingår i släktet Nepenthes och familjen Nepenthaceae. Inga underarter finns listade i Catalogue of Life.

## Bildgalleri

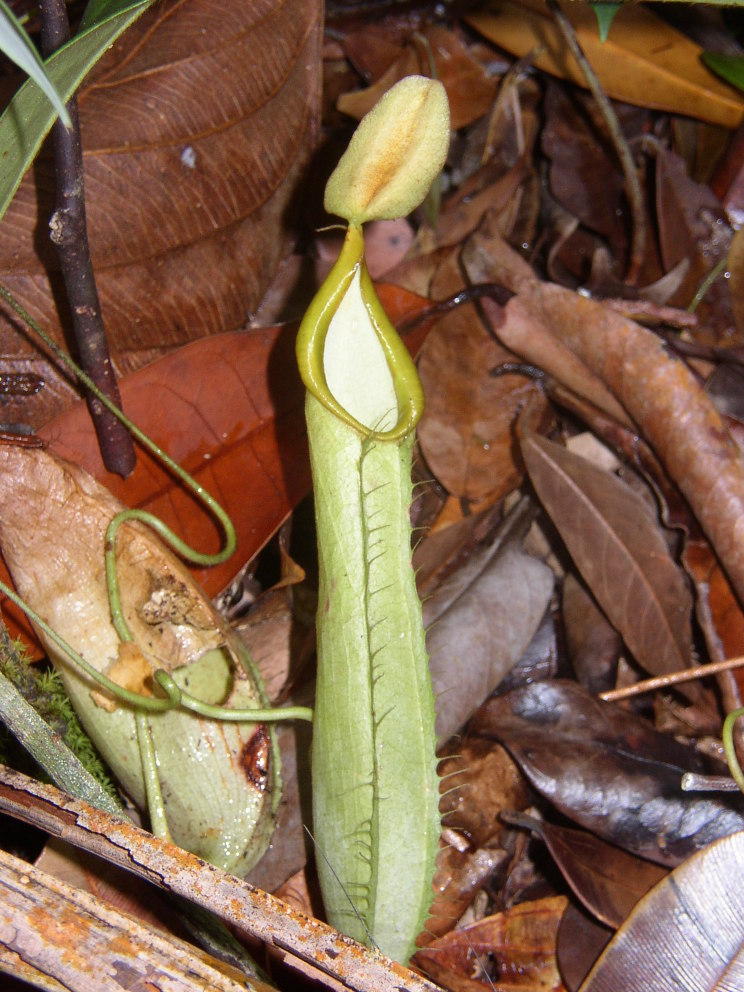
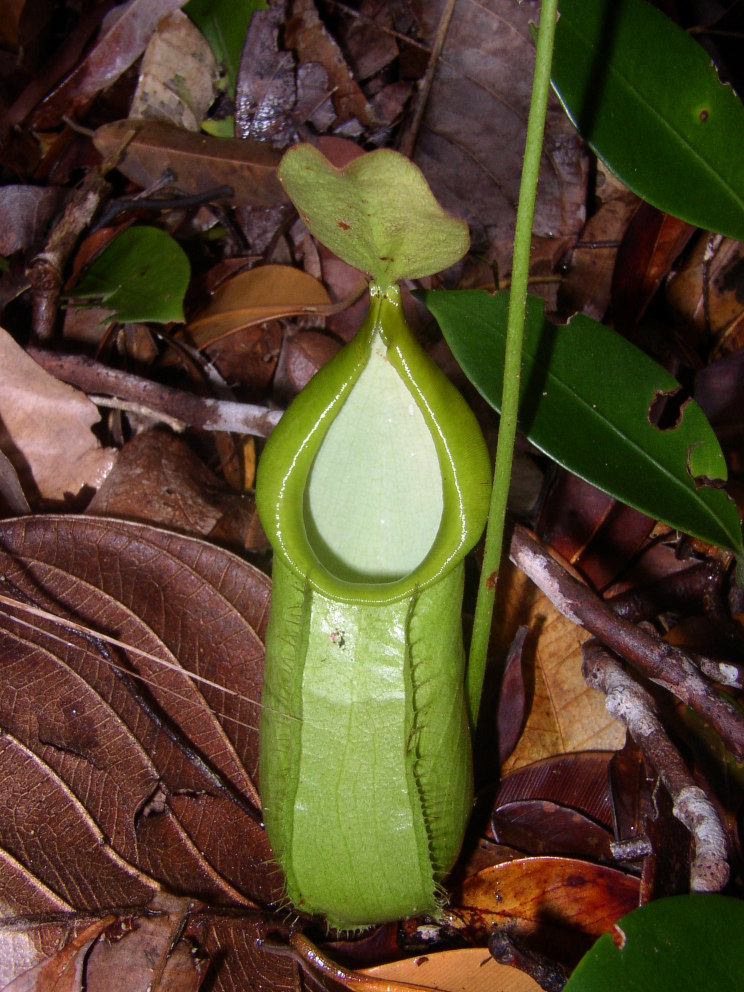
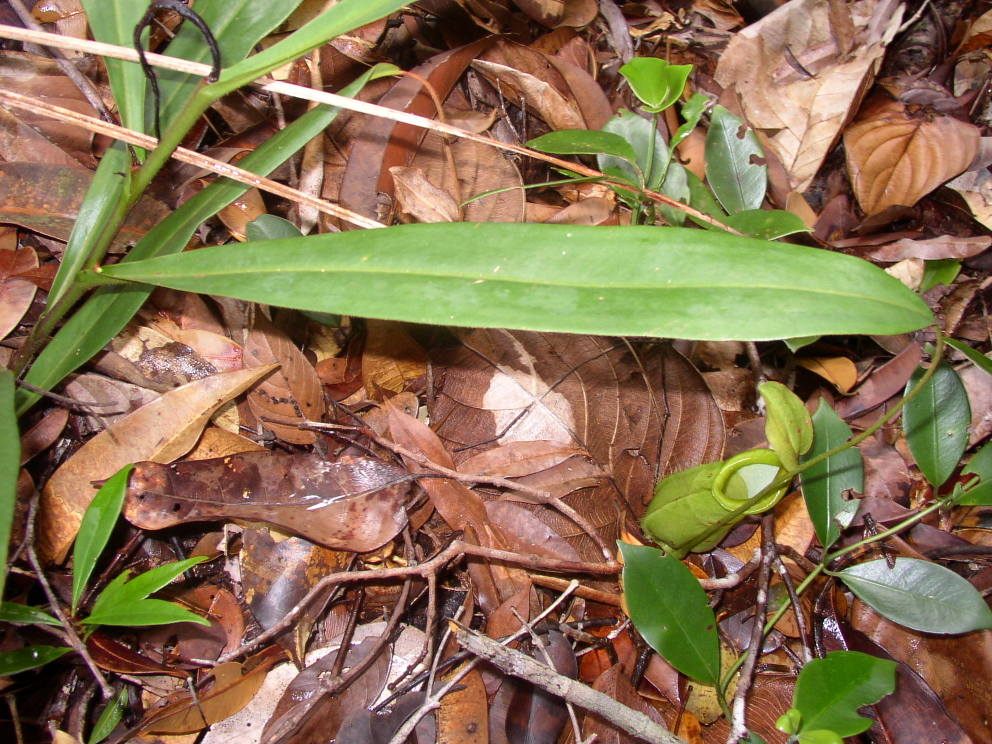
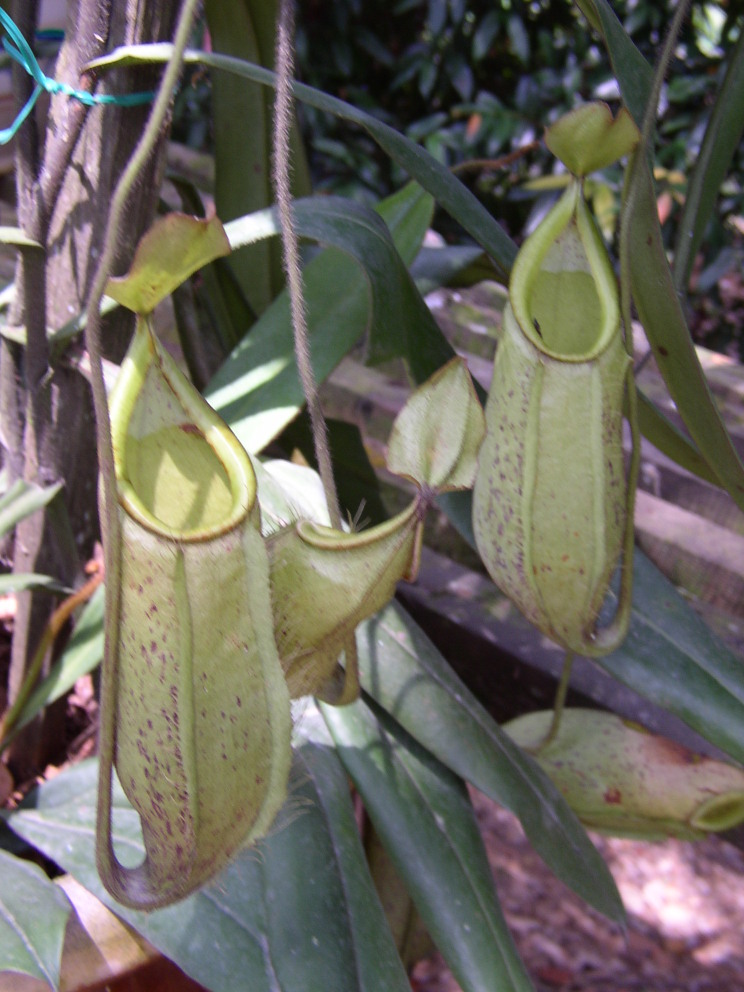